# Езовских, Павел Павлович
Па́вел Па́влович Езовски́х (27 января 1958, Челябинск, СССР) — советский и российский хоккеист, тренер.

## Биография
Вырос в многодетной семье. У Павла семь братьев, он и его брат-близнец Александр самые младшие в семье.
Воспитанник СК ЧТЗ. Большую часть карьеры провёл в родном Челябинске, выступая за местные «Металлург», «Трактор» и «Мечел». Также играл в «Динамо» (Минск), «Динамо» (Москва), итальянском «Брунико» и польском «Напшуд Янув».
Играл за молодёжную сборную СССР, с которой выиграл Чемпионат мира 1978 и Универсиаду 1985.
Тренерскую карьеру начал в родном регионе, а затем, после небольшого перерыва, уехал покорять Север, где началось развитие хоккея. Сначала тренировал «Кристалл-Югра» из Белоярского, затем его пригласили в Ханты-Мансийск, где он был завучем школы олимпийского резерва и занимался формированием команды, создаваемой для Молодёжной хоккейной лиги, которая получила название «Мамонты Югры».
Под руководством Езовских «Мамонты» провели 4 сезона и во всех выходили в плей-офф, а в сезоне 2012/13 стали бронзовыми призёрами лиги, проиграв в полуфинальной серии 2:3 МХК «Спартак». Прогресс ханты-мансийской молодёжи не был не замечен, и Езовских получил приглашение на Кубок Вызова МХЛ 2015, в качестве одного из главных тренеров Востока.
Перед началом сезона 2015/16 Павел Павлович был назначен главным тренером «Югры», а также некоторое время занимал должность исполняющего обязанности генерального директора клуба до назначения Василия Филипенко.
12 сентября 2016 года руководство ХК «Югра» отстранило Езовских от исполнения обязанностей главного тренера.

## Достижения

### Как игрок
- Победитель молодёжного Чемпионата Мира — 1978
- Победитель Зимней Универсиады — 1985
- Бронзовый призёр чемпионата СССР среди юношей
- Серебряный призёр СССР среди молодёжных команд — 1973, 1974

### Как тренер
- Бронзовый призёр Чемпионата МХЛ — 2012/13
- Участник Кубка Вызова МХЛ — 2015

## Статистика

### Главный тренер
Последнее обновление: 14 сентября 2016 года
| Команда      | Турнир-сезон | Регулярный сезон | Регулярный сезон | Регулярный сезон | Регулярный сезон | Регулярный сезон | Регулярный сезон | Регулярный сезон      | Регулярный сезон | Плей-офф | Плей-офф                           | Плей-офф |
| Команда      | Турнир-сезон | И                | В                | ВО/ВБ            | ПО/ПБ            | П                | О                | Результат             | В                | П        | Результат                          |          |
| ------------ | ------------ | ---------------- | ---------------- | ---------------- | ---------------- | ---------------- | ---------------- | --------------------- | ---------------- | -------- | ---------------------------------- | -------- |
| Мамонты Югры | МХЛ 2011/12  | 60               | 25               | 4                | 7                | 24               | 90               | 7-е место на Востоке  | 4                | 5        | Проиграли в 1/4 финала             |          |
| Мамонты Югры | МХЛ 2012/13  | 60               | 32               | 4                | 10               | 14               | 114              | 5-е место на Востоке  | 8                | 4        | Проиграли в 1/2 финала (3-е место) |          |
| Мамонты Югры | МХЛ 2013/14  | 56               | 38               | 3                | 2                | 13               | 122              | 4-е место на Востоке  | 6                | 5        | Проиграли в 1/4 финала             |          |
| Мамонты Югры | МХЛ 2014/15  | 52               | 29               | 6                | 2                | 15               | 101              | 4-е место на Востоке  | 4                | 5        | Проиграли в 1/8 финала             |          |
| Югра         | КХЛ 2015/16  | 60               | 19               | 6                | 3                | 32               | 72               | 11-е место на Востоке | —                | —        | —                                  |          |
| Югра         | КХЛ 2016/17  | 9                | 3                | 1                | 0                | 5                | 11               | Уволен                | —                | —        | —                                  |          |